# Scotozous dormeri
Scotozous dormeri és una espècie de ratpenat de la família dels vespertiliònids. Viu a Bangladesh, Índia (Andhra Pradesh, Assam, Bihar, Goa, Gujarat, Haryana, Jammu-Kashmir, Karnataka, Kerala, Madhya Pradesh, Maharashtra, Meghalaya, Nagaland, Orissa, Punjab, Rajasthan, Tamil Nadu, Tripura, Uttaranchal, Uttar Pradesh, West Bengal) i el Pakistan. El seu hàbitat natural són els climes més secs i prop dels habitatges humanes, tant en àrees rurals i urbanes. Descansen sota les roques i en els edificis. No hi ha amenaces significatives per a la supervivència d'aquesta espècie, excepte l'ús de pesticides.